# Суфражистки в Иллинойсе

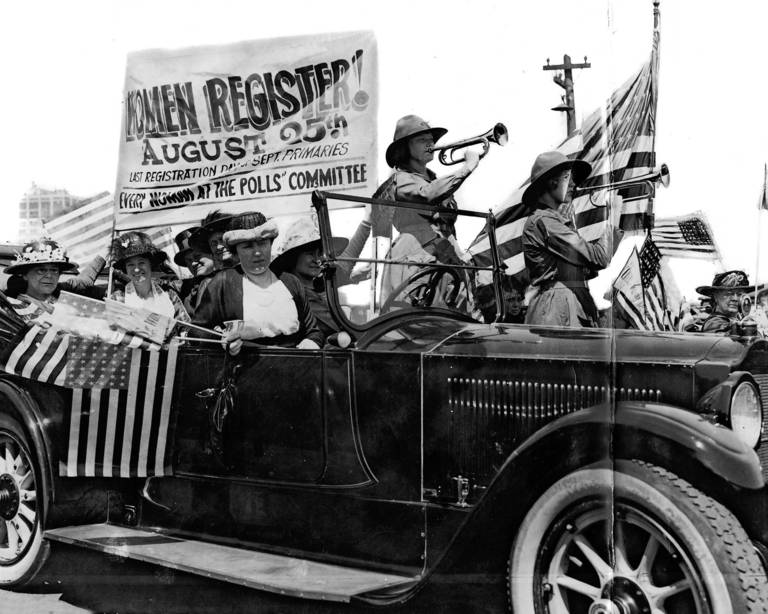
Парад членов Лиги женщин-избирателей в Чикаго в августе 1920 года

Избирательное право женщин в Иллинойсе началось в середине 1850-х годов. Первая женская избирательная группа была сформирована в Эрлвилле, штат Иллинойс, двоюродной сестрой Сьюзен Энтони, Сьюзен Хокси Ричардсон. После Гражданской войны бывшая аболиционистка Мэри Ливермор организовала Иллинойскую женскую избирательную ассоциацию (IWSA), которая позже была переименована в Иллинойскую ассоциацию равного избирательного права (IESA). Фрэнсис Уиллард и другие суфражистки в IESA работали над лоббированием различных правительственных структур в пользу избирательного права женщин. В 1870-х годах женщинам было разрешено работать в школьных советах и они были избраны на эту должность. Первыми женщинами, проголосовавшими в Иллинойсе, были 15 женщин из Ломбарда, штат Иллинойс, во главе с Эллен А. Мартин, которая нашла лазейку в законе в 1891 году. В конце концов, в 1890-х годах женщинам было разрешено голосовать за школьные офисы. Женщины в Чикаго и по всему Иллинойсу боролись за право голоса, основываясь на идее отсутствия налогообложения без представительства. Они также продолжали расширять свои усилия по всему штату. В 1913 году женщины в Иллинойсе добились успеха в получении частичного избирательного права. Они стали первыми женщинами к востоку от реки Миссисипи, получившими право голоса на президентских выборах. Затем суфражистки работали над тем, чтобы зарегистрировать женщин для голосования. Как афроамериканские, так и белые суфражистки регистрировали женщин в огромном количестве. Только в Чикаго было зарегистрировано 200 000 женщин для участия в выборах. Получив частичное избирательное право, женщины в Иллинойсе продолжали стремиться к полному избирательному праву. Штат Иллинойс стал первым, что ратифицировал девятнадцатую поправку, ратифицированную 10 июня 1919 года. Лига женщин-избирателей (LWV) была объявлена в Чикаго 14 февраля 1920 года.

## Первые попытки

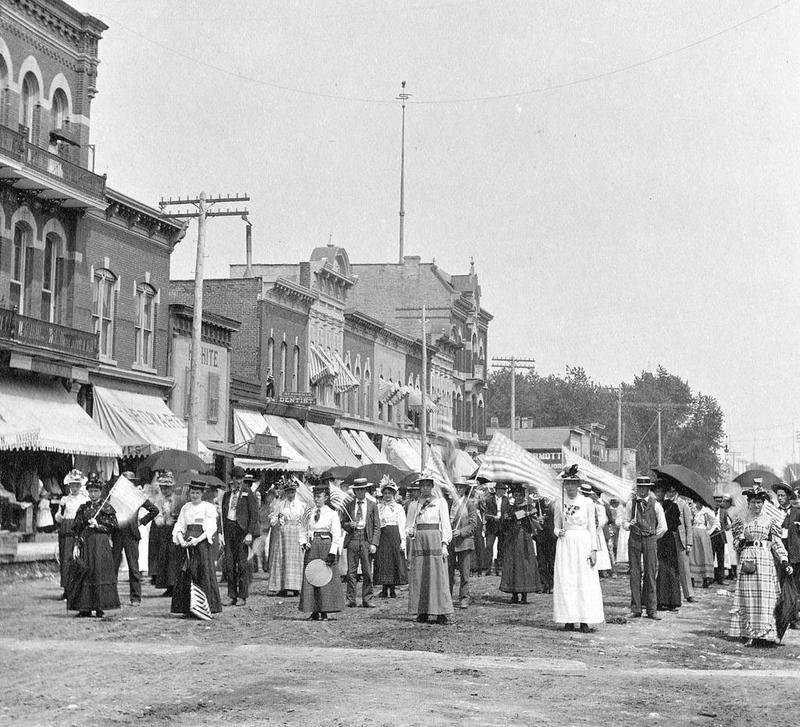
Суфражистки маршируют на параде в День поминовения в Де-Калбе в 1892 году.

Первая женская избирательная правовая группа в Иллинойсе была создана Сьюзен Энтони, кузиной Сьюзан Хокси Ричардсон. Ричардсон создал Ассоциацию избирательных прав Эрлвилла в 1855 году. Ричардсон слышал речь о избирательном праве женщин, произнесенную адвокатом и редактором стенограммы Эрлвилла Алонсо Джексоном Гровером в начале этого года. Газета Гровера часто публиковала статьи о движении за отмену смертной казни и избирательном праве женщин. Жена Гровера, Октавия Гровер, стала секретарем Ассоциации избирательных прав Эрлвилла.
Когда началась Гражданская война, женщины в Иллинойсе помогали снабжать продовольствием солдат и госпитали. Работа с военными усилиями убедила аболиционистку Мэри Ливермор в том, что женщины должны иметь право голоса, чтобы провести политическую реформу.
Ливермор организовала первую женскую избирательную конвенцию в Иллинойсе. Она состоялась в Чикаго в Библиотечном зале в феврале 1869 года. Сьюзен Энтони и Элизабет Кейди Стэнтон выступили на съезде. Мэри Уитни Фелпс из Сент-Луиса, штат Миссури, также выступила на съезде. Наоми Талберт Андерсон говорила о необходимости включения афроамериканских женщин в разговор о женском избирательном праве. Во время этого съезда была создана Ассоциация женщин Иллинойса по избирательному праву (IWSA).
В то же время, когда группа Ливермор собиралась, Сорозис проводил в Чикаго ещё один съезд по избирательному праву. «Chicago Tribune» высмеяла ситуацию и намекнула, что женщины не смогли должным образом спланировать съезды. Миссис Д. Л. Уотерман из Соросиса ответила «Chicago Tribune», объяснив, как в то же время происходили съезды, и предоставила письма между ней и Ливермор. После съезда Ливермора основал избирательную газету под названием «Агитатор». Первый номер вышел 13 марта 1869 года. В газете публиковались статьи о правах женщин и расширении их прав и возможностей. После того, как Ливермор переехала в Бостон со своей семьей в 1870 году, она объединила «Агитатор» с «Женским журналом».
В феврале 1870 года IWSA провела свой ежегодный съезд в столице Иллинойса, Спрингфилде. Фрэнсис Уиллард и другие члены IWSA лоббировали проводимый там Конституционный съезд Иллинойса за избирательное право женщин. Другие женщины впоследствии обратились против избирательного права для женщин, представление ходатайств из разных штатов. В конце концов, только для взрослых мужчин, включая чёрных мужчин, были предоставлены политические права. Уиллард была связана с Женским христианским союзом трезвости (WCTU), впервые присоединившись к нему в 1874 году. Она стала вторым президентом WCTU и призвала группу поддержать избирательное право женщин.
Суфражистки в Иллинойсе начали лоббировать изменение закона вместо поправки к конституции штата. Активисты по защите прав женщин и политики, такие как Альта Хьюлетт, Майра Колби Брэдвелл и судья Джеймс Брэдвелл, работали над улучшением жизни и политического положения женщин в штате. Судья Брэдвелл занимал пост президента IWSA, а Майра Брэдвелл была секретарем в 1871 году. Судья Брэдвелл помог принять правило, позволяющее женщинам работать в школьных советах. В следующем году десять женщин были избраны окружными директорами школ. В 1879 году Уиллард подал петицию в Генеральную Ассамблею с просьбой предоставить женщинам право голоса по вопросам, связанным с алкоголем.
Софи Гиббс, министр-универсалист, создала Женский клуб избирательного права Декейтера 30 июля 1888 года. Около ста женщин в Декейтере, штат Иллинойс, собрались вместе, чтобы добиться избирательного права женщин.
IWSA изменила свое название на Ассоциацию равного избирательного права Иллинойса (IESA) в 1890 году. Однако иногда группу все ещё называют старым названием. Кэтрин Во Маккаллох становится законодательным суперинтендантом IESA и начинает лоббировать в Генеральной ассамблее Иллинойса законодательство о избирательном праве женщин.
В 1891 году ИЕСА убедила политиков внести поправку о избирательном праве женщин в законодательное собрание штата. Джордж У. Кертис внёс законопроект в Палату представителей, а Чарльз Богардус работал над версией Сената. Законопроект о поправке не был принят, но это помогло облегчить последующее принятие законопроекта о школьном избирательном праве. Законопроект о школьном избирательном праве был написан WCTU и был внесен в Сенат штата Томасом К. Макмилланом, где он легко прошёл. Законопроект также был принят подавляющим большинством в Палате представителей. Законопроект о школьном избирательном праве привел к путанице и привел к четырём различным решениям Верховного суда штата Иллинойс по определению сферы действия закона. В некоторых ситуациях женщинам не выдавали бюллетени на местах голосования или даже в урнах для голосования, и им приходилось предоставлять свои собственные. В конце концов было решено, что женщины могут голосовать только в школьных отделениях, созданных законодательным собранием штата.
Также в 1891 году Эллен А. Мартин нашла лазейку в городском уставе Ломбарда, штат Иллинойс, которая могла позволить ей и другим женщинам законно голосовать. В хартии говорилось, что «все граждане» могут голосовать, и не указывался пол. Мартин, адвокат, потребовал её права голоса 6 апреля 1891 года. Fourteen other women who lived in Lombard also wished to vote. Четырнадцать других женщин, живших в городе Ломбарде, также пожелали проголосовать. После обращения к судьям голоса были сведены в таблицу и стали первыми 15 голосами, поданными женщинами в Иллинойсе.

## Дальнейший рост

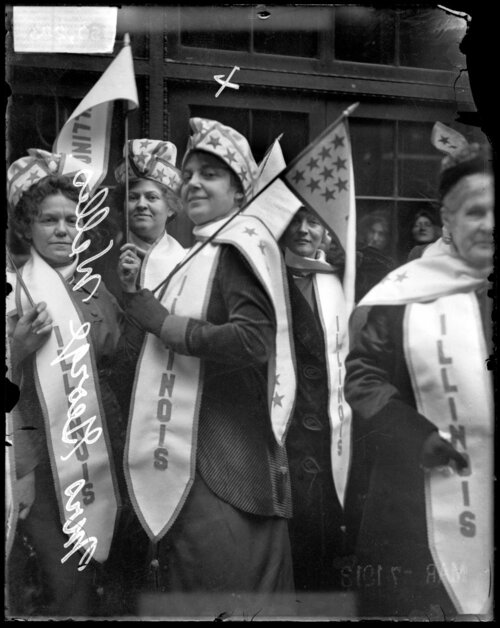
Клара Уэллс в Чикаго, готовится к Маршу за избирательное право в Вашингтоне, округ Колумбия, март 1913 года.

IESA работала над освещением проблемы женщин, платящих налоги без представительства в 1901 году. Группа опубликовала и распространила брошюру под названием «Избирательное право для женщин-налогоплательщиков». Члены Чикагской федерации учителей под руководством Маргарет Хейли и Кэтрин Гоггин помогли повысить осведомленность о избирательном праве женщин. В ближайшие годы, суфражистки работали над тем, чтобы получить «Историю избирательного права женщин» в библиотечных фондах. Суфражисткам также удалось привлечь больше женских клубов в штате, заинтересованных в избирательном праве женщин. Федерация женских клубов Иллинойса (IFWC) начала одобрять законопроекты о муниципальных избирательных правах. Дальнейшая работа с колледжами и другими учреждениями по организации групп избирательного права была проведена Элис Генри и Эльмирой Э. Спингер. Спрингер пожертвовала 1000 долларов на призы в ежегодном «межвузовском конкурсе ораторского мастерства».
В 1906 году в Чикаго состоялась Хартийная конференция по пересмотру своего муниципального устава. Членами конвенции были мужчины, но женщины работали над тем, чтобы повлиять на изменения в конвенции. Женщины всех классов и социального положения в городе работали вместе, чтобы помочь в продвижении городских улучшений. Они также пытались включить избирательное право женщин, но безуспешно. Тем не менее, IESA направила делегатов от женских клубов в Спрингфилд, чтобы поддержать принятие законопроекта в 1909 году. Хотя законопроект не был принят, сети, созданные при создании законопроекта, оказали долгосрочное влияние на влияние женщин в политических сферах Чикаго.
В октябре 1909 года IESA провела свой ежегодный съезд. На съезде была создана первая Лига равного избирательного права для мужчин. Грейс Уилбур Траут работала с видными людьми Чикаго в качестве новоизбранного президента Чикагской Лиги политического равенства в 1910 году. Она не только лоббировала, но и черпала новые идеи, работая с политиками, и начала автотур за избирательное право женщин в июле 1910 года. Им удалось уговорить компанию Winton Motor Company из Ок-Парк (Иллинойс) пожертвовать автомобили и шофёров. Траут рекламировал туры в газетах, которые отправляли журналистов на поезде и троллейбусе для освещения выступлений в шестнадцати разных городах. Вместе с Траутом, Блаунт, Анна, Кэтрин Во Маккалох и другие совершили поездку по городам в рамках плана «избирательное право по эстафете». Суфражистки посетили Орору, Белвидир, Де-Калб, Элджин, Эванстон, Джениву, Грей-Лейк, Хайленд-Парк, Лейк-Форест, Мак-Генри, Маренго, Нейпервилл, Уокиган, Уитон и Вудсток. Траут также работал над созданием местных клубов избирательного права в каждом округе сенатора штата.
В октябре 1910 года IESA провела свой съезд в Элджине, штат Иллинойс. Некоторые члены IESA под руководством Маккаллоха отправились в Спрингфилд, чтобы лоббировать Генеральную Ассамблею. Одна вещь, которую Траут обнаружила, посещая членов IESA в Спрингфилде, заключалась в том, что по-прежнему существует враждебное отношение к избирательному праву женщин. Маккалох передала эту работу Элизабет К. Стенд в 1911 году. Траут и Бут разработали образовательный план, который был тихим и не вызвал бы большого сопротивления. Они также создали базу данных картотеки с информацией о взглядах и личной жизни всех членов Генеральной Ассамблеи. База данных предоставляла им информацию, необходимую для более эффективного лоббирования законодателей. Траут хотел определить законодателей, которые могут дружелюбно относиться к избирательному праву женщин. Также в 1911 году Чикагская лига политического равенства переросла свою штаб-квартиру в Чикагском женском клубе и переехала в Здание изящных искусств.
В январе 1913 года был создан Клуб избирательного права Альфа, первая чернокожая избирательная организация в Иллинойсе. Элис Пол и Люси Бернс организовывали Шествие за избирательное право женщин в Вашингтонe. Траут была лидером 83 суфражисток Иллинойса, участвовавших в шествии за избирательное право женщин третьего марта 1913 года. Делегация Иллинойса спросила организаторов парада, приветствуются ли афроамериканские участники марша. Когда они не получили ответа, Ида Б. Уэллс пришла вместе с другими суфражистками. Уэллс представляла «Клуб избирательного права Альфа». Когда суфражистки репетировали парад, организаторы приказали чернокожим участникам марша разделиться.
Они хотели, чтобы Уэллс шла в конце процессии. Состоялись «иногда жаркие и эмоциональные дебаты», в ходе которых некоторые суфражистки Иллинойса пригрозили не выходить на марш, если Уэллс не сможет маршировать. Уэллс сказал: «Если женщины Иллинойса сейчас не займут позицию на этом великом демократическом параде, то цветные женщины пропадут». Траут попыталась заступиться, чтобы она могла идти вместе с другими женщинами Иллинойса, но получила отказ. Элис Пол, лидер Процессии, не понимала важности интеграции и беспокоилась о том, чтобы не обидеть белых южан. Пока суфражистки пытались решить, что делать, Уэллс исчез. Когда марш начался, Уэллс присоединился к белым суфражисткам Иллинойса и прошел рядом с Вирджинией Брукс, и Белль Сквайр. Иллинойс был одним из четырёх штатов, где суфражистки маршировали как «единое целое».

## Частичное избирательное право

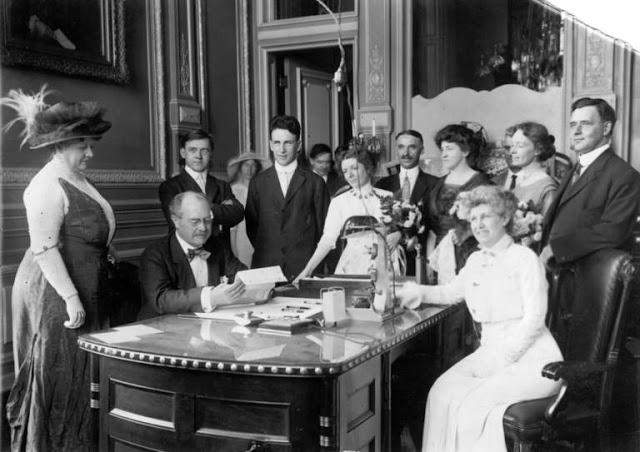
Губернатор Эдвард Ф. Данн подписывает законопроект об избирательном праве в Иллинойсе 26 июня 1913 г. Миссис Данн находится слева, а спикер Уильям Б. Маккинли (законодатель штата Иллинойс) — справа. Суфражистки-Грейс Уилбур Траут, Элизабет Бут и Антуанетта Фанк. Сидит Маргарет Хейли.

Сессия Генеральной Ассамблеи 1913 года открылась многонедельной борьбой за пост спикера Палаты представителей. В конце концов спикером был избран Уильям Б. Маккинли (законодатель штата Иллинойс). Члены Прогрессивной партии хотели выдвинуть законопроект о избирательном праве женщин, но Траут и Бут убедили их, что было бы лучше, если бы IESA спонсировала законопроект, чтобы этот вопрос не зависел от политической партии. Маккаллох использовала свой собственный, более конкретный проект законопроекта о избирательном праве женщин. Маккинли помог суфражисткам, передав законопроект комитету, который положительно отозвался бы о законопроекте. Он также предупредил Траут, что если законопроект не получит общественной поддержки, то, он не мог не вынести этот вопрос на окончательное голосование.[28] Траут позвонила в свою сеть суфражисток, и Маккинли получал в среднем один телефонный звонок в поддержку избирательного права женщин каждые пятнадцать минут, когда он был в Чикаго. Ему звонили как в офис, так и домой. По возвращении в Спрингфилд, Его ждала куча телеграмм и писем. Траут организовал женщин в разных частях штата, чтобы они звонили своим местным законодателям. Траут проконсультировалась с губернатором Эдвардом Фитцсиммонсом Даном по законопроекту о избирательном праве 10 марта. Данн пообещал поддержать законопроект в предварительном порядке. Начиная с 7 апреля Траут каждую неделю ездила в Спрингфилд, чтобы поддерживать связь с законодателями. Она начала регулярно посещать заседания законодательного органа. Чикагская пресса и, в конечном счёте, спрингфилдская пресса, поддерживал усилия по обеспечению избирательного права женщин. Суфражистки использовали статьи, напечатанные в новостях, и размещали их на столах законодателей.
Законопроект был внесен в Сенат первым и принят 7 мая. 13 мая Антуанетта Фанк приехала в Спрингфилд, чтобы помочь в борьбе за избирательное право. Палата представителей проголосовала по законопроекту 11 июня. Во время этого голосования, Траут ждала у двери и призывала законодателей, благосклонно относящихся к законопроекту, остаться для голосования, в то время как она также препятствовала незаконному проникновению антисуфражисток. Законопроект был принят под бурные аплодисменты. Антисуфражистки немедленно начали лоббировать губернатора Данна, чтобы наложить вето на законопроект, как только он будет принят палатой представителей. Миссис Медилл Маккормик отправился в Чикаго, чтобы получить юридическое заключение юристов по законопроекту, чтобы доказать, что он соответствует конституции. 13 июня суфражистки провели праздничный банкет в отеле Leland. Законопроект был подписан 26 июня. Женщины в Иллинойсе теперь могли голосовать за выборщиков в президенты и за любое местное отделение, не указанное в конституции штата. Иллинойс стал первым штатом к востоку от реки Миссисипи, который предоставил женщинам право голосовать за президента. К сожалению, борьба за право голоса женщин Иллинойса истощила средства суфражисток.
1 июля 1913 года на бульваре Мичиган состоялся автомобильный парад. Суфражистки в Иллинойсе теперь должны были повышать осведомленность о голосовании и о том, как голосовать. Уильям Рэндольф предложил суфражисткам возможность опубликовать избирательное издание «Chicago Examiner» бесплатно для любой из их организаций. Газета, подготовленная суфражистками с Антуанеттой Фанк в качестве главного редактора, помог собрать 15000 долларов и пополнить их истощенные банковские счета. Суфражистки также собирали деньги через «Фонд самоотречения».
Антисуфражистки и сторонники спиртных напитков продолжали нападать на конституционность нового закона. Было возбуждено дело, которое было передано в Верховный суд штата Иллинойс. Были собраны деньги, чтобы помочь бороться с этим делом от имени суфражисток. Пока решалось дело, суфражистки хотели показать, что женщины действительно хотят голосовать. Им нужно было зарегистрировать женщин для голосования до следующих выборов в апреле 1914 года. В итоге, благодаря работе суфражисток и участниц клубов только в Чикаго для голосования было зарегистрировано более 200 000 женщин.

## Продолжение и последующая ратификация
2 мая 1914 года в Чикаго состоялся большой парад избирательных прав, на котором около 15 000 женщин прошли маршем по бульвару Мичиган. В параде приняли участие губернатор Данн и мэр Чикаго Картер Харрисон. Почти тысяча суфражисток были приглашены в отель La Salle на еду, музыку и выступления. Парад показал, что для женщин Иллинойса важно продолжать борьбу за равное избирательное право.
Во время Республиканского национального съезда 1916 года в Чикаго, суфражистки приняли участие в «параде избирательных прав в дождливый день», который спонсировался NAWSA. Съезд женской партии в Чикаго также состоялся в июне 1916 года. Съезд проходил в театре Блэкстоун одновременно с съездом республиканцев. На съезде присутствовало более 11 000 человек, которые в конечном итоге сформировали Национальную женскую партию (NWP). NWP планировала сосредоточиться на реализации федеральной поправки к избирательному праву женщин. Между организаторами марша и женщинами, участвовавшими в формировании NWP, существовала напряженность. NAWSA не хотела, чтобы конвенция NWP состоялась. в то же время, что и их марш. Марш начался как раз в тот момент, когда делегаты-республиканцы покидали съезд. Шел проливной дождь, но женщины все ещё маршировали с зонтиками, плащами и песнями. В конце марша Кэрри Чэпмен Кэтт вручила сенатору Уильяму Боре доску для голосования, которую НАВСА подготовила для съезда. Впоследствии эта планка была принята Республиканским съездом.
Когда Соединённые Штаты вступили в Первую мировую войну в 1917 году, суфражистки в Иллинойсе активизировались, чтобы помочь военным усилиям. Траут работала в составе руководства Женского совета национальной обороны. В том же году Траут также работала с Кэтт в Вашингтоне, округ Колумбия, чтобы помочь в работе над федеральной поправкой о избирательном праве женщин.
Несколько штатов соревновались за то, чтобы первыми ратифицировать Девятнадцатую поправку. Иллинойс ратифицировал поправку 10 июня 1919 года. Иллинойс опередил штат Висконсин всего на час, а также опередил Мичиган, который ратифицировал поправку в тот же день. В Сенате поправка была ратифицирована единогласно, а в Палате представителей только 3 законодателя проголосовали против. Суфражистки заполнили галерею Генеральной Ассамблеи и развернули транспаранты избирательного права, когда поправка была принята. В то время как Иллинойс проголосовал первым, штат Висконсин был первым штатом, завершившим процесс ратификации.
NAWSA провела свой Победный съезд в Чикаго 14 февраля 1920 года. В тот день Кэтт создала Лигу женщин-избирателей (LWV). Суфражистка и художница из Иллинойса Аделаида Джонсон открыла свой памятник избирательному праву женщин в Вашингтоне, округ Колумбия, 6 февраля 1921 года.

## Избирательное право афроамериканских женщин
Голоса афроамериканцев в движении за избирательное право женщин присутствовали в самом начале в Иллинойсе. Белые женщины также принимали более активное участие в продвижении и поддержке чернокожих женщин в движении за избирательное право. Наоми Талберт Андерсон присутствовала на первом съезде женщин Иллинойса по избирательному праву в 1869 году и выступала за участие чернокожих женщин в движении за избирательное право. Пруденс Крэндалл, белая учительница и суфражистка, которую выгнали из Коннектикута за обучение афроамериканских студентов, былa одним из первых сторонников избирательного права чернокожих женщин в Иллинойсе. Анна Блаунт также высказалась против исключения чернокожих женщин из женских клубов. Софонисба Брекинридж работала над использованием избирательного права женщин как способа создания расовой справедливости.
Сэди Льюис Адамс была делегатом IESL, когда они проводили свои съезды в Чикаго. В 1913 году Ида Б. основала «Клуб избирательного права „Альфа“». Клуб избирательного права Альфа работал над более широким кругом вопросов, чем другие женские избирательные клубы в Иллинойсе. Клуб был первой группой, которая провела собрание по вопросам избирательного права в тюрьме Брайдуэлл. Клуб был централизованным местом, где чернокожие женщины могли узнать о политике и способах расширения своих возможностей. Женщины в Клубе избирательного права Альфа создали политическую силу, которая была замечена Республиканской партией, которая попросила их поддержать своего кандидата. Чернокожие суфражистки заслужили поддержку афроамериканских мужчин, утверждая, что они могут использовать свой голос для поддерживайте чернокожих политиков. В 1915 году «Клуб избирательного права „Альфа“» помог избрать первого чернокожего Олдермена в Чикаго Оскара Деприеста.
Когда Уэллс отказалась участвовать в отдельной части шествия за избирательное право женщин в 1913 году, её действия получили широкую огласку. Фотография Уэллс, марширующей между своими белыми друзьями Сквайром и Вирджинией Брукс, была опубликована в "Chicago Tribune. Публичность протеста Уэллса против сегрегации была важна для чернокожих женщин в стране, показывая им, что у них есть место в движении за избирательное право женщин.

## Антисуфражисты
В Иллинойсе одна из причин, по которой люди выступали против избирательного права женщин, заключалась в том, что оно нарушало гендерные роли. Существовали опасения, что избирательное право женщин повредит традиционной семье. Один мужчина написал в Сенат штата, чтобы выступить против избирательного права женщин, потому что считал, что суфражистки тайно ненавидят мужчин. Другие беспокоились, что такие идеи, как социализм и анархия, будут поддержаны суфражистками.
Кэролайн Фэрфилд Корбин из Чикаго создала Ассоциацию Иллинойса, выступающую против распространения избирательного права на женщин (IAOESW) в 1897 году. Корбин работала не только над тем, чтобы противостоять усилиям суфражисток Иллинойса, но и провела свою кампанию в Германии. У Корбина было соперничество со Сьюзен Б. Энтони. Послание Корбина состояло в том, что женщины, которым уже нравилось их положение в жизни, потеряют свои привилегии, и что суфражистки будут распространять социализм и коммунизм в Соединённых Штатах.